# Justus Jonas der Ältere

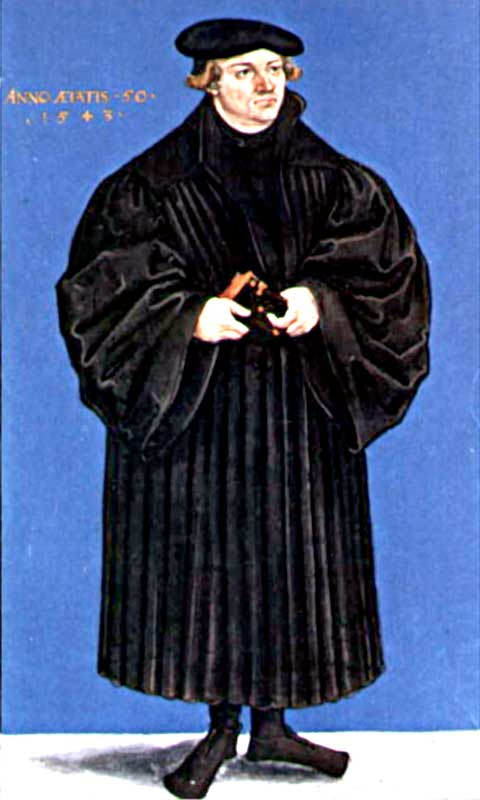
Justus Jonas im Cranach-Stammbuch 1543

Justus Jonas der Ältere (* 5. Juni 1493 in Nordhausen; † 9. Oktober 1555 in Eisfeld) war ein deutscher Jurist, Humanist, Kirchenlieddichter, lutherischer Theologe und Reformator.
Als Persönlichkeit der Reformation trat er vor allem durch Übersetzungen von Martin Luther und Philipp Melanchthon hervor. Er war im Rahmen der Wittenberger Bewegung ein Vertreter der Priesterehe und trat als Anwalt der Reformatoren bei rechtlichen Angelegenheiten in Erscheinung. So beteiligte er sich wesentlich an der kirchenpolitischen Reformierung von Leipzig, Halle (Saale), Naumburg (Saale) und Zerbst mit Anhalt. Nach dem Tode Luthers verfolgte er konsequent die Konfessionalisierung und beteiligte sich an dieser in Hildesheim, Coburg, Regensburg und Eisfeld.

## Kindheit und frühe Bildung
Justus Jonas wurde 1493 in der Reichsstadt Nordhausen geboren und wuchs dort als Jobst Koch auf. Der Vater, Jonas Koch († nach 1503), dessen Vornamen er später als Familiennamen führte, gehörte als Ratsmeister der städtischen Oberschicht an und pflegte die Kontakte mit den benachbarten Grafen zu Stolberg und Grafen von Hohnstein.
Seine Mutter war entweder die erste Frau des Jonas Koch aus dem geachteten Geschlecht von Wenden oder dessen zweite Frau Katharina, die aus ihrer ersten Ehe den Namen Wolffhain führte.
Die einflussreiche Familie besaß ein stattliches Wohnhaus an der Westseite des damaligen Holzmarktes (heute Lutherplatz); es gilt als das Geburtshaus von Justus Jonas. Die erste gediegene Bildung erwarb Jonas sich an der städtischen Lateinschule. Vielleicht hat ihn sein Vater, der allerdings nur bis 1503 bezeugt ist, noch an die städtische Politik heranführen können.

## Studium in Erfurt

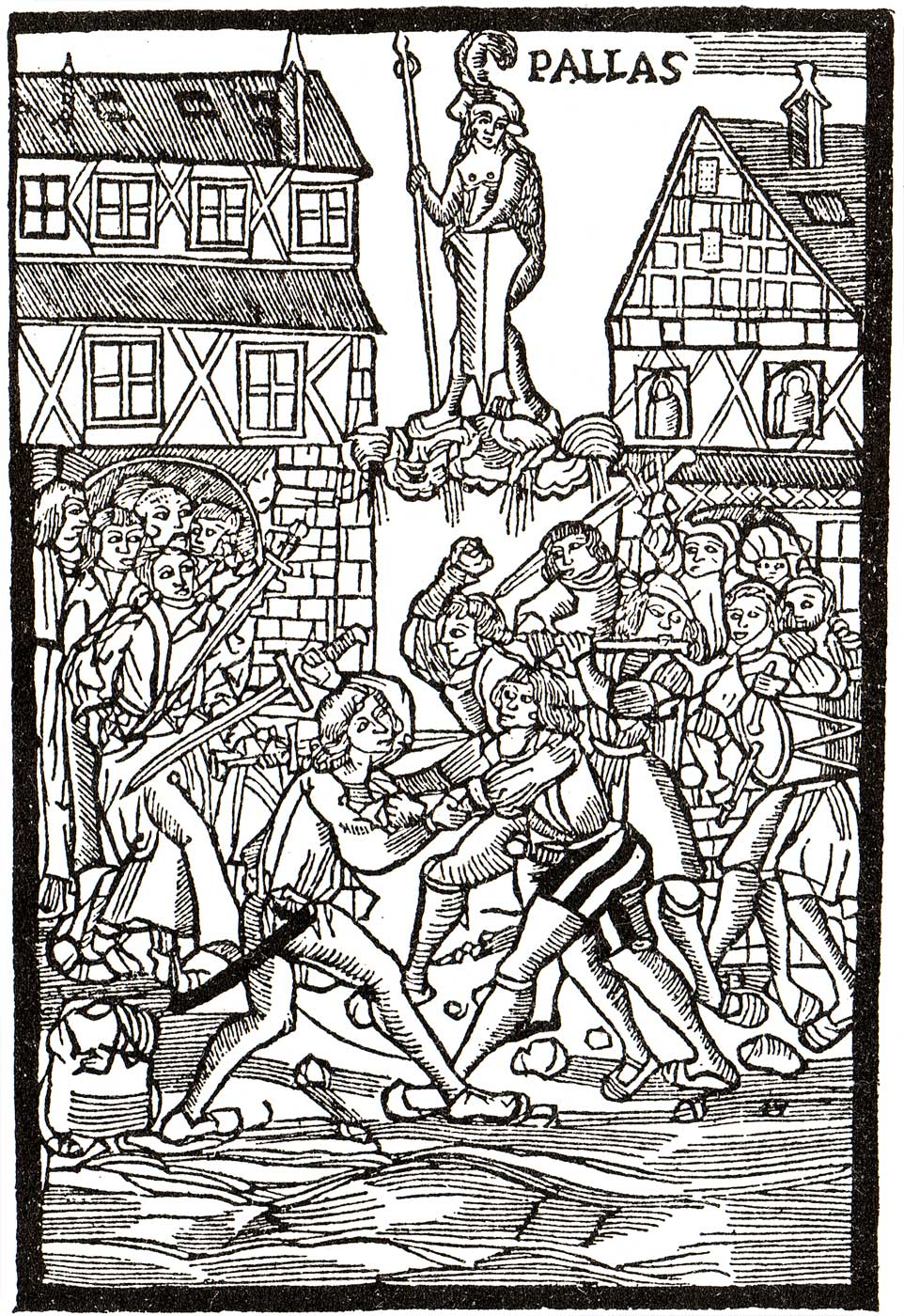
Holzschnitt der Erfurter Studentenunruhen

Im Sommer 1506 nahm Jonas gemeinsam mit Tilemann Plathner ein Studium an der Artistenfakultät der Universität Erfurt auf. Während ihrer Studienzeit öffnete sich die Universität dem Einfluss des Humanismus, der sich gegen die alte scholastische Wissenschaftstradition profilierte. Mutianus Rufus und Urbanus Rhegius riefen 1505 einen den neuen Idealen verpflichteten Freundeskreis ins Leben, dem sich Petreius Aperbacchus, Helius Eobanus Hessus, Herbord von der Marthen und Johann Lange anschlossen. Betont als Körperschaft auftretend, gerieten die Studenten in schwere Auseinandersetzungen mit den städtischen Handwerkern.
Jonas, der begeistert die Vorlesungen des Eobanus Hessus hörte, ließ sich von diesem humanistischen Kreis prägen, vermutlich war es auch Eoban, der ihn für die Ideen des Erasmus von Rotterdam begeisterte. Bereits 1507 erlangte Jonas das Bakkalaureat, 1510 den Grad eines Magister Artium. Vor weiteren Unruhen floh er im Sommersemester 1511 an die Universität Wittenberg, wo er juristische Studien unter Henning Göde aufnahm. Hier befreundete er sich auch mit Georg Spalatin und besuchte 1511 häufig die Predigten von Wenzeslaus Linck. Am 8. Januar 1513 erwarb er das Bakkalaureat in der juristischen Fakultät.
Jonas hatte jedoch weiterhin Kontakte nach Erfurt unterhalten und kehrte im Frühjahr 1515 dorthin zurück. 1516 empfing er die Priesterweihe, wodurch ihm der Zugang zu einem Kanonikat an der Severikirche offenstand. Damit verbunden, predigte Jonas erstmals in demselben Jahr auf dem Erfurter Domberg und hielt an der Universität kirchenrechtliche Vorlesungen über die Paulusbriefe. Am 16. August 1518 erlangte er das Lizenziat in beiden Rechten. Ende 1518/Anfang 1519 erlangte er nach dem Rückzug Gödes dessen Lektoratspfründe an der Severikirche und damit eine Professur in der juristischen Fakultät.

## Jonas als Humanist

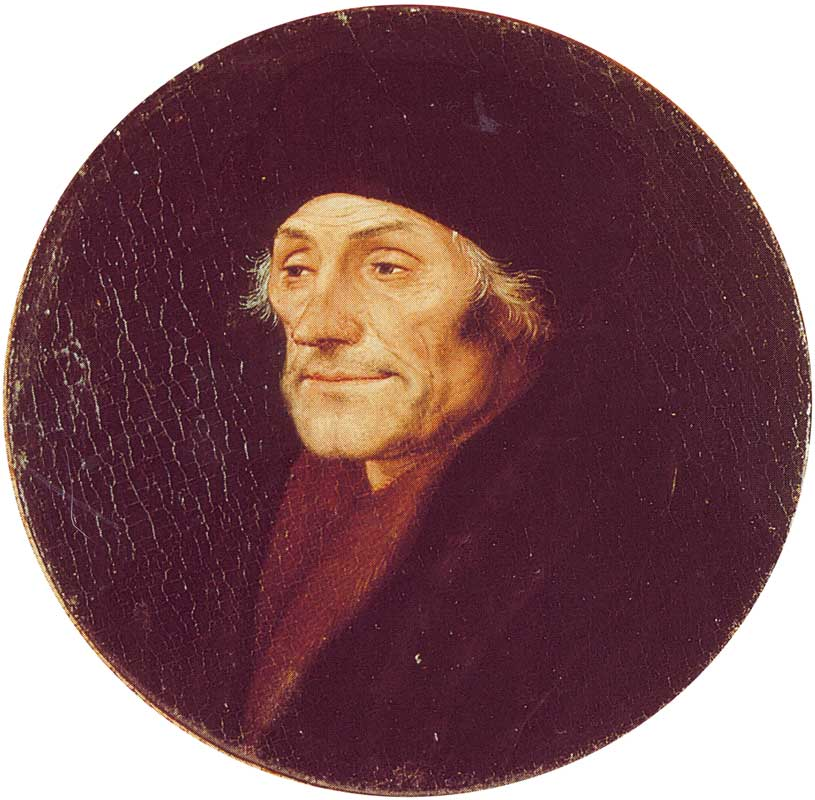
Erasmus von Rotterdam

Nach seiner Erfurter Rückkehr schloss sich Jonas erneut dem Humanistenkreis an, in dem er nach und nach eine führende Stellung einnahm. Mutian pries ihn oft in Gedichten. Entscheidend war der Kontakt zu Johann Lange, der Jonas’ Interesse für theologische Fragen verstärkte und ihn mit den Ideen Martin Luthers vertraut machte. Jonas begann unter dessen Einfluss die griechische Sprache zu erlernen.
Kurfürst Friedrich der Weise, der 1516 durch den Naumburger Vertrag die Schutzhoheit über Erfurt übernommen hatte, förderte auch die Erneuerungsbewegung seiner Landesuniversität. Im Frühjahr 1519 beauftragte er Jonas, eine Reise zu Erasmus von Rotterdam an die Universität Löwen zu unternehmen. Die Reise hatte den Zweck, eine Annäherung zwischen Martin Luther und dem großen Humanisten herbeizuführen. Während seiner anderthalb Monate Aufenthalt in den Niederlanden bei Erasmus forderte dieser Jonas auf, sich der „wahren Theologie“ zuzuwenden, und warnte ihn vor den „falschen Predigern“, die nicht Jesus Christus, sondern Menschen und sich selbst predigten.
Als Jonas nach Erfurt zurückkehrte, hatte man ihn in seiner Abwesenheit am 2. Mai 1519 zum Rektor der Universität gewählt. Jonas versuchte sogleich, die dem scholastischen Geist verpflichtete Lehranstalt im humanistischen Sinne umzuformen und ihr theologisches Profil zu schärfen. Wenn diese Reformen auch im Nachhinein als wenig durchgreifend erscheinen, wurden sie in ihrer Zeit jedoch als großer Erfolg gewertet.
Gerade als Jonas sich verstärkt der Theologie zuwandte, wurden die Erfurter und die Pariser Universität als Schiedsrichter der Leipziger Disputation eingesetzt. Als Johannes Eck versuchte, durch den Ausschluss der Nichttheologen Einfluss auf das Abstimmungsverhalten an der Erfurter Universität zu nehmen, hatte er damit zwar keinen Erfolg, Jonas selbst jedoch verstand sich nunmehr zunehmend als Theologe. Auch Erasmus nahm an diesem Wandlungsprozess teil, indem er Jonas am 1. Juni 1519 schrieb:

„Wiewohl ich voraussetze, dass Du Dich selbst kennst, erachte ich es doch für angemessen, Dich zu ermahnen, dass Du auf diesen Dienst, der unter allem der heilsamste ist, alle Deine Studien wendest, denn Gott hat dich nicht zu schmutzigen Rechtshändeln bestimmt, sondern scheint dich gleichsam als Werkzeug auserwählt zu haben, um den Ruhm Jesu Christi seines Sohnes deutlich zu machen und die Herzen der Sterblichen zu diesem Studium zu entflammen.“

Durch den Kontakt mit den Wittenberger Theologen und die Umstände in Wittenberg begann bei Jonas ein fortschreitender Prozess, der aus dem begeisterten Humanisten einen Weggenossen Luthers machte. 1527 wandte er sich ganz von Erasmus ab.

## Wittenberger Zeit

### Jonas als Propst der Schlosskirche

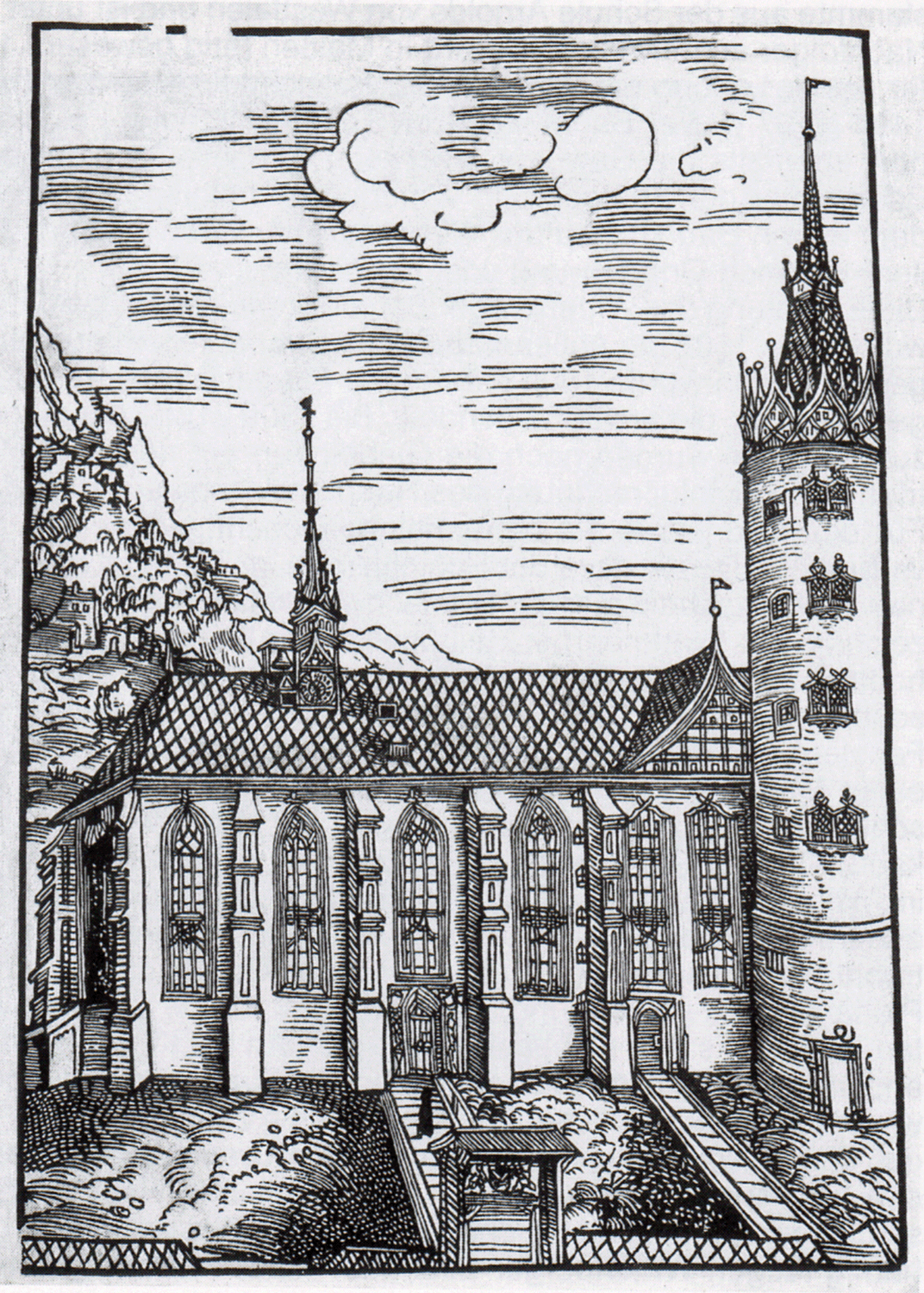
Die Wittenberger Schlosskirche zur Reformationszeit

Mitte 1520 nahm Jonas Kontakt mit den Wittenberger Theologen auf, und Luther beglückwünschte ihn dazu, dass er seine Wandlung von der Juristerei zur Theologie vollzogen habe. Durch den Tod Henning Gödes am 21. Januar 1521 wurde an der Wittenberger Universität der Platz des Propstes der Wittenberger Schlosskirche frei. Spalatin, der Freund aus alten Wittenberger Studientagen, empfahl Jonas mit der Zustimmung Luthers und Philipp Melanchthons dem Kurfürsten Friedrich dem Weisen. Dieser wollte zwar Mutianus Rufus verpflichten, doch dieser lehnte zugunsten seines einstigen Zöglings ab. Spalatin verschwieg jedoch nicht, dass Jonas die Fakultät gewechselt hatte und Theologe geworden war. Als solcher musste er sich bei den Vorlesungen, zu der ihn seine mit der Propstei verbundene kirchenrechtliche Professur verpflichtete, vertreten lassen, konnte umgekehrt aber Theologie lesen.
Durch seine Begleitung Luthers auf dessen Reise zum Reichstag zu Worms demonstrierte Jonas den Schulterschluss mit den Wittenberger Reformatoren, die er in seiner Schrift „Acta et res gesta Doctoris Martini Lutheri“ eindrücklich unterstützte. Am 6. Juni wurde er als Propst der Wittenberger Schlosskirche eingeführt. Am 19. Juni erklärte Jonas dem Kurfürsten, dass er den theologischen Doktorgrad anstreben wolle. Er betonte dabei, wie wichtig es sei, die Propstei mit einem Theologen zu besetzen, der predigen, beraten, disputieren und entsprechend handeln könne. Jonas behielt die Stelle des Propstes und wurde davon befreit, persönlich das kanonische Recht zu lehren. Am 24. September wurde er zum Lizenziaten und am 14. Oktober zum Doktor der Theologie promoviert und am 17. Oktober in die theologische Fakultät aufgenommen. Der Vertretungskraft, die seine kirchenrechtlichen Vorlesungen halten musste, zahlte er 20 Gulden aus seinen Einkünften.
Während Luthers Aufenthalt auf der Wartburg wurden in der Fakultät die Fragen der Privatmessen (Messfeiern ohne Gemeinde), der Priesterehe und des Zölibats disputiert. Luther, der in einem Brief gegen die Privatmessen Stellung nahm, erhielt dafür Zuspruch von seinen Ordensbrüdern. In der sich daraus entwickelnden Wittenberger Bewegung setzten sich Jonas und Andreas Bodenstein für die Abschaffung verschiedener Missbräuche und Zeremonien in der Messe ein, zu Weihnachten entschloss man sich, das Abendmahl „in beiderlei Gestalt“ (Brot und Wein) zu reichen.
Auch in der Frage der Priesterehe schloss Jonas sich der Bewegung an. Hatte Bartholomäus Bernhardi als erster evangelischer Pfarrer eine Kemberger Bürgerliche geheiratet und war ihm am 20. Januar 1522 Andreas Bodenstein mit einer pompösen Hochzeit mit der gerade 15-jährigen Anna von Mochau gefolgt, heiratete Jonas am 9. Mai 1522 Katharina, die Tochter des adligen Erich Falck aus Bleddin. Luther begrüßte dies, doch Albrecht von Brandenburg und Johann Fabri intervenierten gegen diesen schweren Verstoß gegen geltendes Kirchenrecht. Der Landesherr Friedrich der Weise kritisierte zwar auch das Vorgehen und drohte 1523 mit dem Entzug der Pfründe, doch blieb seine Reaktion so zurückhaltend, dass sich die Anhänger der Priesterehe durchsetzten. Als Andreas Bodenstein jedoch im Bilderstreit die Lage überspitzte und wegen der Zwickauer Propheten die Gesamtsituation kritisch wurde, wandte sich Jonas von Bodenstein ab und stellte sich hinter Luther.
In der Schlosskirche wurde mit Rücksicht auf den Kurfürsten die Liturgie noch in althergebrachter Weise gefeiert. Dies wiederum missbilligte Luther, und Jonas entwarf gemeinsam mit Johannes Bugenhagen für das Stift der Schlosskirche eine evangelische Gottesdienstordnung, die in lateinischer Version in den Druck gelangte. Aufgrund des Widerstands des Kurfürsten fand diese Gottesdienstordnung zunächst keine Anwendung, doch nach hartnäckigen Predigten Luthers konnte Jonas am Neujahrstag 1525 den ersten evangelischen Gottesdienst abhalten. Im Herbst war das Stift völlig reformiert – und damit unweigerlich auch säkularisiert.

### Jonas als Wittenberger Professor

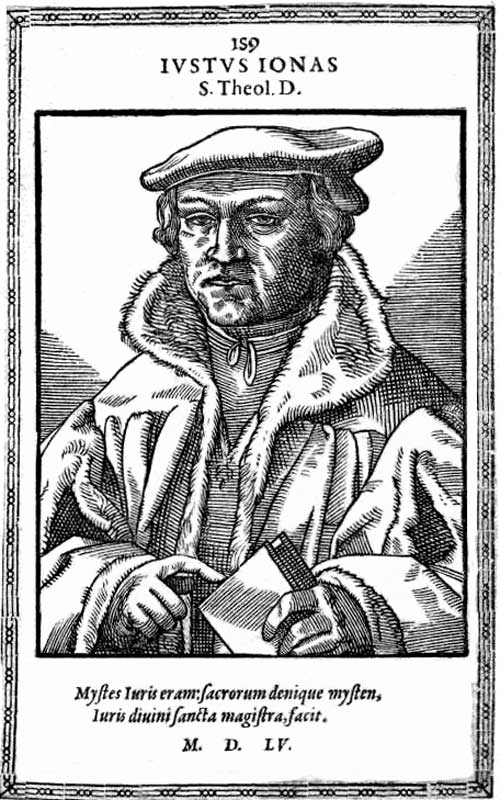
Justus Jonas als Wittenberger Professor

Bei seinen Wittenberger Vorlesungen, die 1522 begannen, behandelte Jonas den Brief des Paulus an die Römer und legte ihn nach dem Vorbild Luthers mal in lateinischer, mal in deutscher Sprache aus. 1524 behandelte er die Apostelgeschichte des Lukas, die in lateinischer und deutscher Sprache gedruckt wurde, und 1529 hielt er Vorlesungen über die Psalmen.
1523 wurde er Dekan der theologischen Fakultät und behielt den Vorsitz bis 1533. Im Sommersemester 1530, im Wintersemester 1530 und im Wintersemester 1536 amtierte er jeweils auch als Rektor der Universität Wittenberg. Anlässlich der feierlichen Doktorpromotionen von Johannes Bugenhagen, Caspar Cruciger und Johannes Aepinus äußerte er sich am 17. Juni 1533 in seiner Festrede „De gradibus in theologia“ über die Bedeutung der Theologie in der neu angebrochenen Zeit. In seiner zweiten Rede aus dem Jahr 1539, „De studiis theologicis“, führte er über das Theologiestudium aus:

„Die Theologie ist diejenige Lehre, durch die man in der Erkenntnis der Weisheit und des Willens Gottes lehrt und lernt … Sie ist nicht eine solche geringe Erkenntnis, die nur dem zeitlichen Leben Magddienste leistet, wie die übrigen Künste, obwohl diese, so lange dieses Leben währt, ihren Ruhm haben, sondern sie ist jene von oben stammende Weisheit, zu deren Erkenntnis der Mensch von Anfang an geschaffen und mit jenem Geist aus dem Geiste Gottes begabt ist … Mag immerhin die Theologie, weil sie auf irdischen Erwerb nicht Jagd macht und jenen Wind und Rauch weltlichen Ruhmes nicht hat, vor den Menschen verachtet sein, aber welch ein unermesslicher Schatz ist sie in den Augen Gottes!“

Als Rektor sollte er in den Gelehrtenstreit zwischen Caspar Cruciger und Konrad Cordatus hineingezogen werden, Jonas ließ sich aber auf keine literarische Auseinandersetzung ein und wies Cordatus zurück. Möglicherweise hatte er hier bereits den aufkeimenden Disput zwischen dem lutherischen und dem melanchthonschen Theologieverständnis erkannt und vermeiden wollen. Immerhin hatte die Sache der Reformation selbst genug Gegner, wie aus seinen literarischen Disputen mit Georg Witzel und Johannes Cochläus hervorgeht.

### Jonas als Wittenberger Reformator

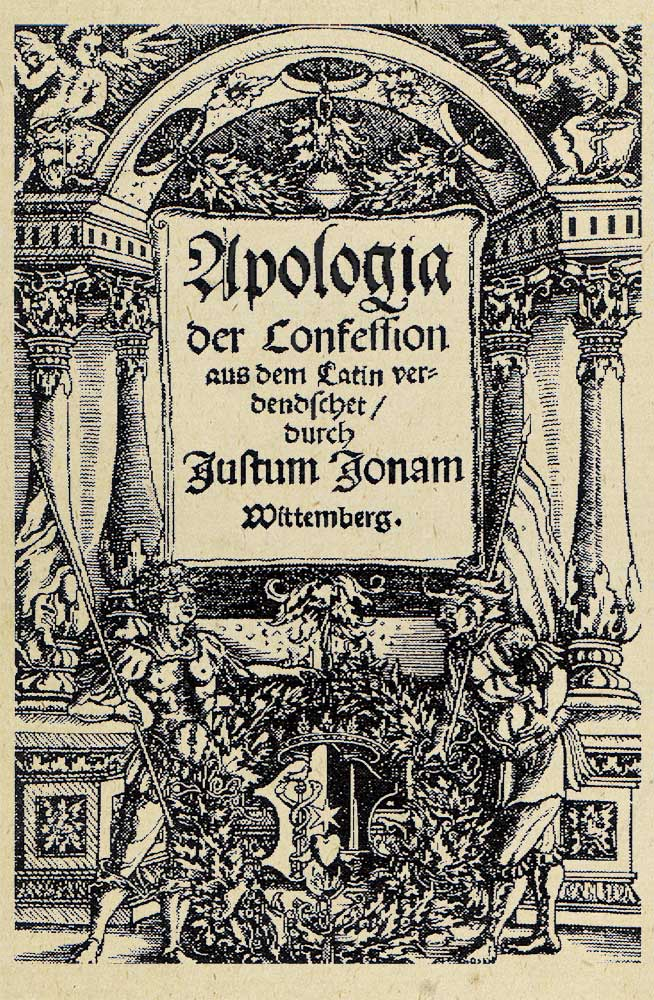
Titelholzschnitt der Apologie der Confessio Augustana von Justus Jonas in Deutsch

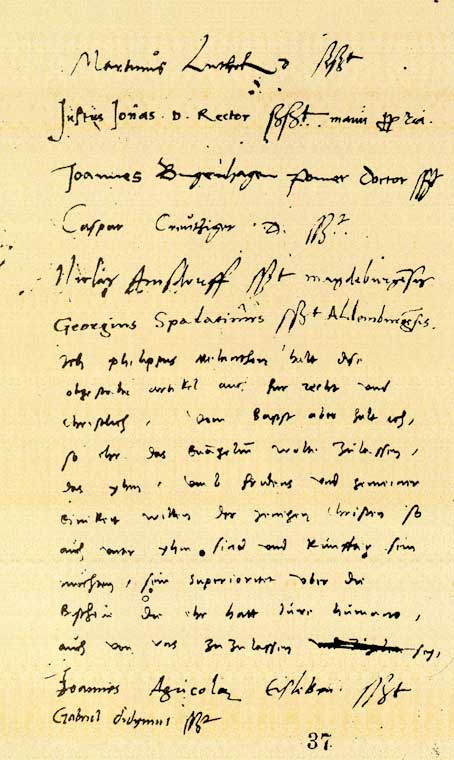
Unterschriften der Reformatoren unter die Schmalkaldischen Artikel

Besondere Verdienste hat Justus Jonas sich weniger durch seine eigenen theologischen Arbeiten als durch seine zahlreichen deutschen Übersetzungen der lateinischen Schriften Luthers und Melanchthons erworben. Großen Anteil hatte er auch an der Entstehung von Luthers Bibelübersetzung, bei der er einer der rührigsten Mithelfer, Berater und Gesprächspartner war. Seine Übersetzungen machten die Schriften einem breiten Publikum zugänglich und trugen somit zu einer weiten Verbreitung des reformatorischen Gedankengutes bei.
Als Luther den Kurfürsten Johann anregte, Visitationen der Kirchen und Schulen der sächsischen Kurlande durchzuführen, war Jonas unter denjenigen, die neben Luther, Melanchthon und Bugenhagen die Visitationspläne auszuarbeiten hatten. Auch nahm er an der Durchführung derselben in den Jahren 1528 bis 1530 teil. 1529 wohnte er dem Marburger Religionsgespräch als aufmerksamer Zuhörer bei. Er verhandelte mit Martin Bucer in einem eingehenden und vertrauten Zwiegespräch über Glaubensartikel der Dreifaltigkeit, Erbsünde und anderes mehr. Einzig über die Abendmahlsfrage konnte keine Verständigung erreicht werden. Weitere Einigungsversuche der oberdeutschen (unter Bucer) und Wittenberger Reformatoren führten 1536 zur Wittenberger Konkordie, wo man sich auf eine von Melanchthon entworfene Abendmahlsformel einigte.
Noch bedeutender war seine Teilnahme am Reichstag zu Augsburg 1530 und seine Mitarbeit an der Confessio Augustana. Jonas hatte bereits am Vorentwurf der Torgauer Artikel mitgearbeitet, die eine Stellungnahme zu den strittig gewordenen Glaubensartikeln und Kirchengebräuchen boten. Bis zur letzten Minute wurde in Augsburg an der endgültigen Fassung des evangelischen Glaubensbekenntnisses gearbeitet. Jonas erhielt dabei die Aufgabe, die Vorrede Gregor Brücks ins Lateinische zu übertragen. Insbesondere informierte er Luther, der als Geächteter auf der Veste Coburg zurückgeblieben war, durch eine rege Korrespondenz über die Entwicklungen auf dem Reichstag.
Auch am Ausbau und an der Organisation einzelner Landeskirchen und Kirchengebiete beteiligte sich Jonas. Seit 1532 unterhielt er besonders nahe Beziehungen zu den Landesfürsten von Anhalt und erhielt dort 1538 dann den Auftrag, in Zerbst eine neue Kirchenordnung aufzustellen. Diese von ihm verfasste Kirchenordnung wurde für das gesamte spätere Fürstentum Anhalt prägend. 1536 übernahm er vom 27. April bis zum 8. September das Pfarramt in Naumburg und hatte sich zunächst Auseinandersetzungen mit den altgläubigen Priestern und dem Bischof zu stellen. Unter dem Schutz des Kurfürsten setzte er die Reformation durch, die sein Nachfolger Nikolaus Medler auf der Grundlage der von ihm ausgearbeiteten Kirchenordnung festschrieb. Auch in Braunschweig war er bei Verhandlungen zugegen, sandte dem Kurfürsten Joachim II. von Brandenburg eine Kirchenordnung zu und bestärkte ihn bei ihrer Einführung.
Obwohl er am Schmalkaldischen Bundestag 1537 nicht persönlich teilnahm, tragen die dort unterzeichneten Artikel seine Unterschrift, was seine Bedeutung für die Reformation bezeugt. Zu nennen ist auch seine Mitwirkung an der Einführung der Reformation 1537/38 im albertinischen Teil Sachsens unter Herzog Heinrich. Nach dem Tod Georg des Bärtigen predigte Jonas mit Luther zu Pfingsten in der Leipziger Nikolaikirche, womit die Einführung der Reformation in Leipzig ihren Anfang nahm. Jonas wurde damit betraut, alle die Einführung der Reformation betreffenden Angelegenheiten zu klären und die Visitationen im albertinischen Landesteil durchzuführen, außerdem arbeitete er mit an dessen Kirchenordnung.
Besondere organisatorische Fähigkeiten zeigte Jonas bei seinen Vorschlägen zur Einrichtung eines Konsistoriums, mit dem die Wittenberger Reformatoren auf Verlangen des Kurfürsten die Glaubensordnung der protestantischen Kirche festigen, die Priesterschaft in allen theologischen Fragen überwachen und bei Verstößen Maßnahmen ergreifen sollte. Dem Wittenberger Konsistorium, das nach einer von ihm mitentworfenen Konsistorialordnung eingerichtet wurde, gehörte Jonas anfangs auch selber als Mitglied an. Auf Begehren Luthers wurde er jedoch von der Aufgabe entbunden, um sich mehr seiner Professur zu widmen.
Als Reisebegleiter Melanchthons wurde Jonas auf einer Reise zum Hagenauer Religionsgespräch Zeuge von dessen Erkrankung und Luthers „pastoraler Rettungsversuche“. Auch war er zugegen, als Friedrich dem Weisen vor seinem Tod das Abendmahl in beiderlei Gestalt gereicht werden sollte.

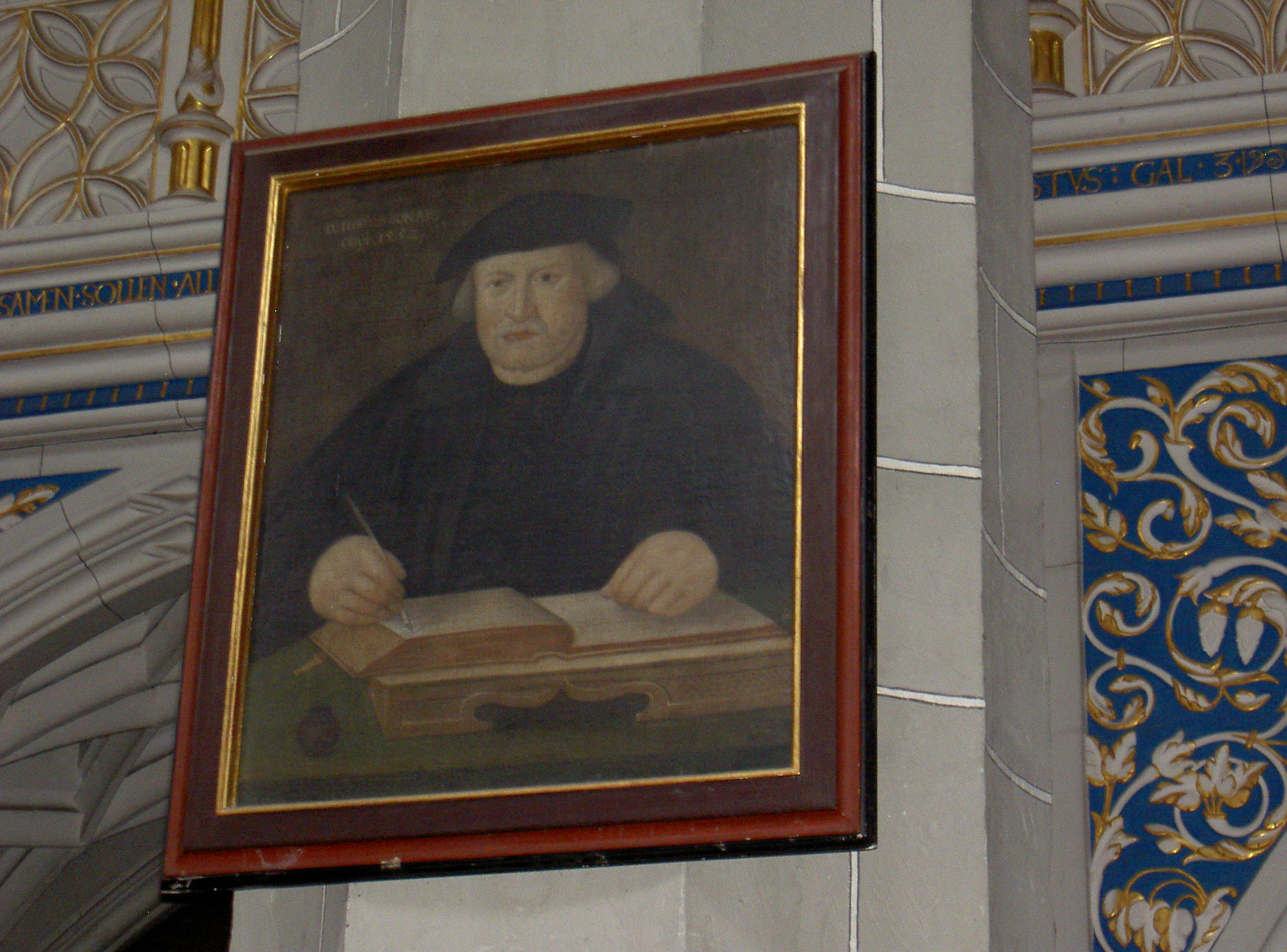
Justus Jonas in der Marienkirche in Halle

## Jonas in Halle
Die Stadt Halle war zu Beginn der Reformation Residenzstadt des Erzbistums Magdeburg und bevorzugter Sitz ihres Erzbischofs Albrecht von Brandenburg, der ein Gegner der Reformation war, die in der Stadt Anhänger gefunden hatte. Im Gegenzug zur Zahlung einer Sondersteuer von 22.000 Gulden zur Tilgung landesherrlicher Schulden konnte der Rat der Stadt Halle jedoch am 28. März 1541 die Berufung eines Predigers und eines Schulmeisters „Augsburger Confession“ durchsetzen.
Nachdem Johann Pfeffinger diesen  Ruf abgelehnt hatte, fragte man in Wittenberg an. Auf Weisung Johann Friedrichs I. von Sachsen sandte man Jonas mit seinem Kaplan Andreas Poach nach Halle. Am 15. April 1541 hielt er seine erste Predigt in der Marienkirche. Gegen den Widerstand der altgläubigen Anhänger Albrechts reichte er am 28. April das Abendmahl in beiderlei Gestalt. Zur Festigung seiner Position ließ Jonas Kilian Goldstein nach Halle als Syndicus verpflichten.
Jonas’ Gemeinde wurde so zahlreich, dass die Räumlichkeiten der noch nicht fertiggestellten Marienkirche bald nicht mehr für die Gottesdienste ausreichten. Jonas predigte daraufhin im Hospital und erreichte, dass der gestiegenen Zahl evangelischer Gläubiger vom Rat ab Weihnachten 1541 die Ulrichskirche zur Verfügung gestellt wurde. Jedoch störten Gegner, vor allem Dominikaner und Franziskaner, Jonas’ Predigten.
Zur weiteren Durchsetzung der Reformation wurde beim Rat die Abschaffung der Klöster beantragt. Mit seinem Gutachten vom 15. Januar 1542 erreichte Jonas ein Mandat, das den Mönchen die ihnen vorgehaltenen „Störungen“ weltlicher Belange untersagte. Als Jonas im Sommer 1542 auch noch die Öffnung der Moritzkirche für seine Predigt erreichte, ging ein Mönch mit einer Axt auf Jonas los.
Bald waren in Halle an allen drei Stadtkirchen evangelische Prediger tätig. Jonas verfasste nach dem Vorbild der Wittenberger Kirchenordnung 1543 die Hallesche Kirchenordnung. Er nahm auch eine Neuordnung des Schulwesens vor. Seit 1542 bezeichnete er sich in Briefen als „Superintendent von Halle“. Nachdem er in Verhandlungen mit dem Kurfürsten sein Verbleiben in der Stadt erreicht hatte, wurde er am 3. November 1544 vom Rat zum Bischof erhoben. Durch die am 11. Dezember ausgestellte Berufungsurkunde wurde er Pfarrer an der Kirche St. Marien und Stadtsuperintendent. Seine Superintendentur erstreckte sich aber über die Stadt Halle bis in den heutigen Saalkreis und das Bistum Merseburg.

## Jonas und der Tod Luthers

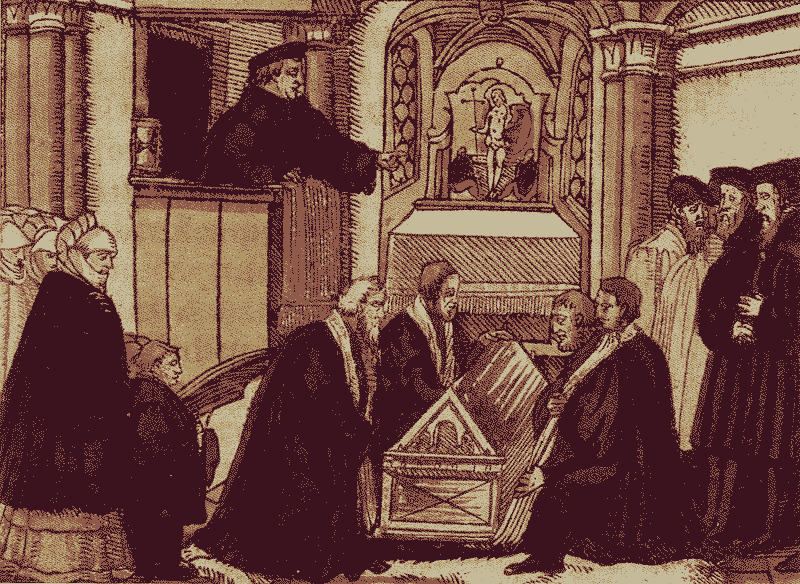
Beisetzung Luthers nach einem kolorierten Holzschnitt aus dem 16. Jahrhundert

Im Januar 1546 begleitete Jonas Luther auf dessen Reise nach Mansfeld als Rechtsbeistand und verhandelte mit über die Verteilung der Bergwerkseinkünfte und die Stiftung einer neuen Schule. Die schwierigen Verhandlungen streckten sich drei Wochen hin. Dabei erkrankte der bereits gesundheitlich angeschlagene Luther und Jonas stand ihm während seiner letzten Lebensstunden im Gebet bei. Am Montag, den 18. Februar, früh um 3 Uhr stellte Jonas selbst den Tod Luthers fest und informierte den Kurfürsten, Nikolaus von Amsdorf und Johannes Bugenhagen. Am 19. Februar hielt er an der Eislebener Andreaskirche eine Leichenpredigt auf Luther und überführte auf Willen des Kurfürsten dessen Leichnam über Halle, Bitterfeld und Kemberg nach Wittenberg, wo er vier Tage nach seinem Tod unter der Kanzel der Schlosskirche beigesetzt wurde.
Luthers Tod hinterließ bei Jonas einen tiefen Eindruck. Aus der Kampfgemeinschaft gegen den beharrlichen Widerstand der altgläubigen Kräfte hatte sich zwischen ihm und Luther rasch eine ebenso intensive wie herzliche und vertraute Arbeits- und Lebensgemeinschaft entwickelt. Dabei waren beide einander in zunehmendem Maße unentbehrlich geworden. Niemand hatte den oft verzweifelten Luther so aufrichten können wie Jonas. Entsprechend häufig kommt Jonas in Luthers Tischreden vor. Luther, dem Jonas Anfang Juli 1527 in Todesängsten und Gewissensqualen beigestanden hatte, hatte seinem Freund am folgenden Tag bekannt: „Ich mus den tag mercken, ich bin gestern zur schule gewest.“ Jonas hatte dies kommentarlos begriffen. Auch er verstand seinen Weg als eine Lebens-„Schule“ mit steigenden Anforderungen. Durch den Tod Luthers, der ihr Verhältnis im Herbst 1541 mit den Worten, „er scherze und schwatze allzu gerne mit ihm“ charakterisiert hatte, fühlte Jonas sich vereinsamt.

## Nach dem Tod Luthers
Anfang 1546 stand Jonas auf dem Höhepunkt seiner Halleschen Wirkenszeit, doch brachten die Ereignisse des Schmalkaldischen Kriegs einen schnellen Absturz. Am 22. November 1546 wurde Halle von den Truppen des Herzogs Moritz von Sachsen besetzt, der die Kontrolle über die Bistümer Magdeburg und Halberstadt übernahm. Jonas wurde sogleich auf die Moritzburg zitiert und ihm im Beisein des Magdeburger Erzbischofs Johann Albrecht von Brandenburg-Ansbach-Kulmbach der Vorwurf gemacht, Unfrieden zu stiften. Der Rat machte sich zwar für Jonas stark, Jonas wurde jedoch mit einer Frist von zehn Tagen aus Halle ausgewiesen.
Jonas zog mit seiner Familie zunächst nach Eisleben, dann nach Mansfeld und schließlich nach Magdeburg. Erst als Halle am 1. Januar 1547 wieder vom sächsischen Kurfürsten Johann Friedrich zurückerobert worden war, kehrte er nach Halle zurück. Nun wurden in Halle die Klöster aufgehoben und die Mönche vertrieben. In den Vorstädten Halles, Neumarkt und Glaucha, wurde an der St.-Laurentius- und St.-Georgenkirche die Reformation eingeführt.
Auf Melanchthons Initiative hin erhielt er am 11. Juni die Berufung zum Superintendenten in Hildesheim. Das Amt trat er zwar tatsächlich an, kehrte jedoch im April 1548 unter großem Jubel der Bevölkerung nach Halle zurück. Da ihm allerdings die Wiedereinsetzung in sein Amt versagt blieb, betätigte er sich zunächst als Schlichter in den Fragen des Augsburger Interims und der Leipziger Artikel. Obwohl zunächst ein Freund Melanchthons, wandte er sich im Lauf der Zeit dem Standpunkt der Gnesiolutheraner zu, die Melanchthon vorwarfen, gegenüber den Katholiken übermäßig konzessionsbereit zu sein. Jonas blieb noch bis 1550 in Halle und folgte im Juli einem Ruf des Herzogs Johann Ernst I. nach Coburg.

## Die letzten Lebensjahre

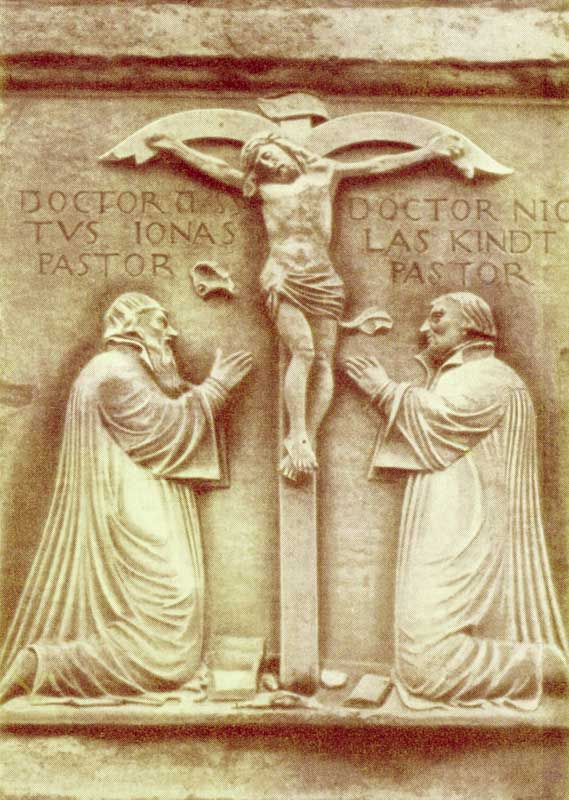
Epitaph in Eisfeld

Von vielen persönlichen Nöten geplagt und gesundheitlich durch ein Gallensteinleiden angeschlagen, begann Jonas seinen Dienst als Superintendent in Coburg, wo er den Kampf zur Ausformung der evangelischen Lehre fortsetzte. Im Auftrag Albrechts I. von Brandenburg-Ansbach mischte er sich in die Osiandrischen Streitigkeiten ein und verfasste ein Gutachten, das gegen Osiander ausfiel. Dadurch näherte er sich zwar kurzfristig wieder Melanchthon an, vertrat jedoch bereits im synergistischen Streit wieder die Position der Gnesiolutheraner um Matthias Flacius.
Im Oktober 1552 wurde Jonas von Johann Friedrich I. von Sachsen beauftragt, die Verhältnisse im evangelischen Regensburg zu ordnen. Innerhalb von zehn Wochen hatte Jonas die Aufgabe trotz Krankheit mit ruhiger Hand erfüllt.
Im August 1553 begab er sich nach Jena, um sich am Aufbau der dort entstehenden Universität zu beteiligen, nahm aber schließlich doch den Ruf seines einstigen Kurfürsten Johann Friedrich I. nach Eisfeld als Pfarrer und Superintendent über die gesamte Coburger Kirche an. Zur Erneuerung des verfallenen Kirchen- und Schulwesens richtete er in Regensburg ein Konsistorium ein.
Auch in seinen letzten Lebensjahren hatte Jonas mit Schwierigkeiten zu kämpfen. Vor allem die innerprotestantischen Auseinandersetzungen zwischen den Gnesiolutheranern und den Philippisten zermürbten ihn. Wenige Tage nach dem Augsburger Reichs- und Religionsfrieden starb Jonas in Gegenwart seiner Frau am 9. Oktober 1555 abends um 21 Uhr. Als seine letzten Worte werden überliefert:

„Herr Jesu Christe, in deine Hände befehl ich mein Seelichen, du hast mich erlöset.“

Sein Andenken am Ort seines letzten Wirkens ehrt ein Epitaph am Eingang der Ruine der alten Eisfelder Friedhofskapelle, der Gottesackerkirche St. Salvator, das ihn und Nikolaus Kindt in Gebetshaltung zeigt. Jonas ist als Greis mit wallendem Bart und in die Stirn gekämmtem Haupthaar dargestellt. Nach diesem Epitaph ist seine Reformatorenstatue in der Wittenberger Schlosskirche gestaltet worden. Sein Grab befindet sich unter dem ehemaligen linken Aufgang zur oberen Empore. Über dem Epitaph stehen im Bogen die Worte:

## Jonas als Hausvater

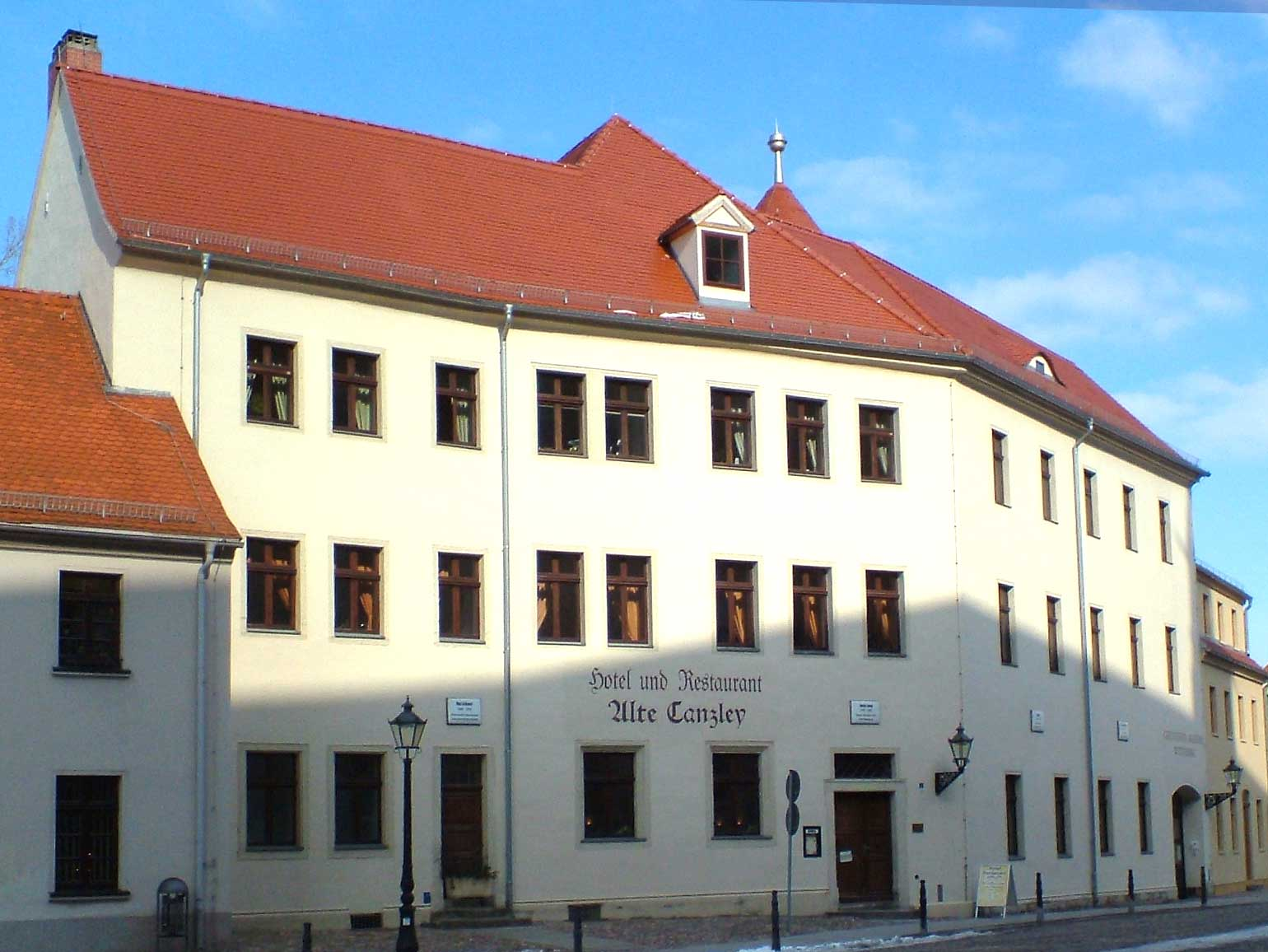
Das Haus des Justus Jonas in Wittenberg heute

Jonas war einer der ersten, die, ergriffen durch die Ereignisse der Wittenberger Bewegung, als geweihte Priester gegen das geltende Kirchenrecht geheiratet hatten. Er heiratete am 9. Februar 1522 Katharina Falk, die aus der Ortschaft Bleddin stammte. Luther, der damals noch selbst unverheiratet war, übertrug es Jonas, auf Johann Fabri zu antworten, der literarisch gegen diese Entwicklung vorgegangen war. Jonas zog in seiner Schrift „Adversus Joanem Fabrum, Constantiensem vicarium, scortationis patronum pro coniugio sacerdotali … defensio“ 1523 alle Register, um Fabris Vorwürfe gegen die Würde der Ehe und speziell der Priesterehe zu entkräften. Ironisch zeigte er darin auf, wie sich Theologen gerade in der Mühsal des Ehelebens in Glauben, Geduld, Liebe und im Kreuztragen üben könnten. Auch stellte er dabei die Erfahrung in der Ehe als wichtige Voraussetzung für die Seelsorge für verheiratete Paare dar und sah in der Kinderzeugung gerade die Erbauung, die der Ehe einen Sinn gebe.
Jonas war zu dieser Zeit jedoch noch nicht Vater geworden. Seine Frau Katharina gebar ihm erst 1524 den ersten Sohn Johannes, der jedoch nach drei Jahren an der Pest starb. Außer dem zweiten Sohn, Justus Jonas dem Jüngeren, überlebten nur wenige weitere Kinder, so das siebente Kind, die Tochter Sophia, die am 4. März 1549 in Halle den Magister Caspar Wilhelm heiratete.
Jonas’ Frau Käthe, die 20 Jahre an seiner Seite stand, wird von Luther, zu dessen Frau Katharina von Bora sie engen Kontakt pflegte, mehrfach erwähnt. Neben ihrer Aufgabe als Ehefrau und Mutter hatte sie während der häufigen beruflichen Abwesenheit ihres Mannes dem Hausstand vorzustehen.
Jonas erwarb 1528 für 150 Gulden in Wittenberg das Gebäude gegenüber der Schlosskirche als Eigentum, das er schon 1523 als Propsteisitz bezogen hatte. Gerade damals begann man in Wittenberg mit dem Ausbau der Festungsanlagen. Dabei wurde das Haus öfter in Mitleidenschaft gezogen und hätte fast abgerissen werden müssen, da der Schutzwall direkt an seinem Haus aufgeschüttet wurde und ständig sein Heim bedrohte.
Als die Pest mehrere Male in Wittenberg herrschte, suchte die Familie Zuflucht in Nordhausen bei Michael Meyenburg. So mussten auch die Einnahmen der Pfründe aus dem Dorf Eutzsch reguliert, ein Weingarten bewirtschaftet und Studenten versorgt werden. 1534 kam es zusätzlich zu Streitigkeiten um das dem Propst zustehende unversteuerte Braurecht.
Die trotz vieler Hindernisse als glücklich geltende Ehe endete, als Käthe am 22. Dezember 1542 an den Folgen der Geburt des 13. Kindes in Halle starb. Wie sehr sie den herrschenden Tugendidealen verpflichtet war, zeigt ihre Entschuldigung auf dem Sterbebett, ihre Rolle als Hausfrau nun abgeben zu müssen: „Her doctor, ich brecht euch gern ein frucht. Ich weis, ir habt kinder lieb. Weint nicht, es gefelt dem hern Christo also woll“.
Jonas umgab nun eine Schar von fünf minderjährigen und versorgungsbedürftigen Kindern, während er selbst durch vielfältige Aufgaben in Beschlag genommen war. Dies wird seine Entscheidung befördert haben, im Juni 1543 die 22-jährige Hallenserin Magdalena zu heiraten. Luther, der von diesem Vorhaben Kenntnis erhielt, warnte ihn, sich vor dem Ablauf des Trauerjahres erneut zu vermählen, was damals als Bigamie gewertet werden konnte. Magdalena gebar Jonas drei weitere Kinder. Zuerst bekam sie Zwillinge, von denen einer frühzeitig starb und nur der Sohn Martin verblieb. Im Mai 1547 gebar sie auf der Flucht vor Herzog Moritz in Goslar den Sohn Philipp. Nach den Wirren des Schmalkaldischen Krieges und ständiger Änderung des Wohnsitzes verstarb sie am 8. Juli 1549 in Halle.
Der bereits 57-jährige Jonas war jedoch ohne eine Frau an seiner Seite nicht lebensfähig. Darum heiratete er im Mai 1550 Margarethe Farnroeder aus Naumburg (Saale). Sie begleitete ihn auf seinen letzten Lebensstationen und pflegte ihn, als er krank wurde und seine Lebenskraft abnahm. Schon zu besseren Zeiten hatte er an lähmenden Schüben in den Fingern, Gallensteinen, Schwindel- und Gichtanfällen gelitten, die von massiven Selbstzweifeln und Depressionen begleitet waren. Er war sich seiner physischen und psychischen Grenzen wohlbewußt.
Aus jener Existenzunsicherheit und in der Angst, seine Witwe nach seinem Tod nicht versorgt zu wissen, appellierte er in seinen letzten Lebenstagen an den Kurfürsten August von Sachsen, die ihm einst durch Johann Friedrich I. zugesagte, seit 1547 aber verlorengegangene Pension von jährlich 100 Gulden samt den Rückständen fortzuzahlen. Der Kurfürst lehnte jedoch ab.
Vor allem in Sorge um seine wachsende Familie achtete er penibel auf seine finanzielle Situation. Schon als Wittenberger Professor musste Jonas 20 Gulden im Jahr an den Vertreter zahlen, der seine juristischen Vorlesungen übernahm. Trotz seiner Einnahmen als Professor der Theologie und aus seiner Pfründe als Propst stellte er dies als einen beachtlichen Verlust dar. Als er auch noch aus dem Wittenberger Konsistorium ausschied, gingen ihm weitere 200 Gulden im Jahr verloren.
Zu Beginn seiner Tätigkeit in Halle waren seine Einnahmen in Wittenberg weitergelaufen. Als Jonas im Juli 1544 aber freiwillig bleiben wollte, verweigerte ihm der Kurfürst allerdings das Wittenberger Gehalt und die Einkünfte aus dem Dorf Eutzsch, die an den Propsttitel gebunden waren. Immerhin konnte Jonas dem Kurfürsten für den Verzicht auf den Propsttitel eine jährliche Rente von 100 Gulden auf Lebenszeit abhandeln. In Halle erhielt er als Superintendent neben freier Wohnung jährlich 300 Gulden.
Während seiner Flucht aus Halle 1547 war seine dortige Stelle allerdings neu besetzt worden. Mit allen Mitteln versuchte er, wieder an Gelder zu gelangen, konnte sich jedoch fast nur durch Bittschreiben an Fürsten und Freunde Einnahmen aus Spenden erschließen. In diesem Zusammenhang forderte er auch von seinem Bruder das ihm zustehende väterliche Erbe gerichtlich ein. Erst mit den später angenommenen Dienstverhältnissen erfolgte wieder eine Besserung seiner finanziellen Lage.

## Jonas als Kirchenlieddichter

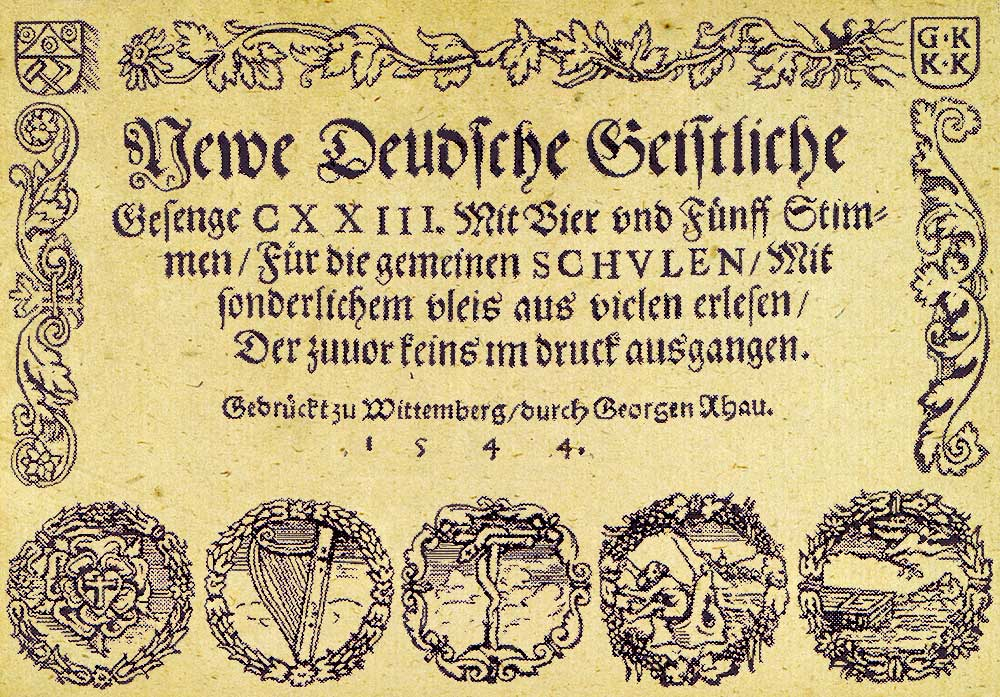
Titelblatt eines Gesangbuchs von 1544 mit Jonas’ Wappen (4. v. links)

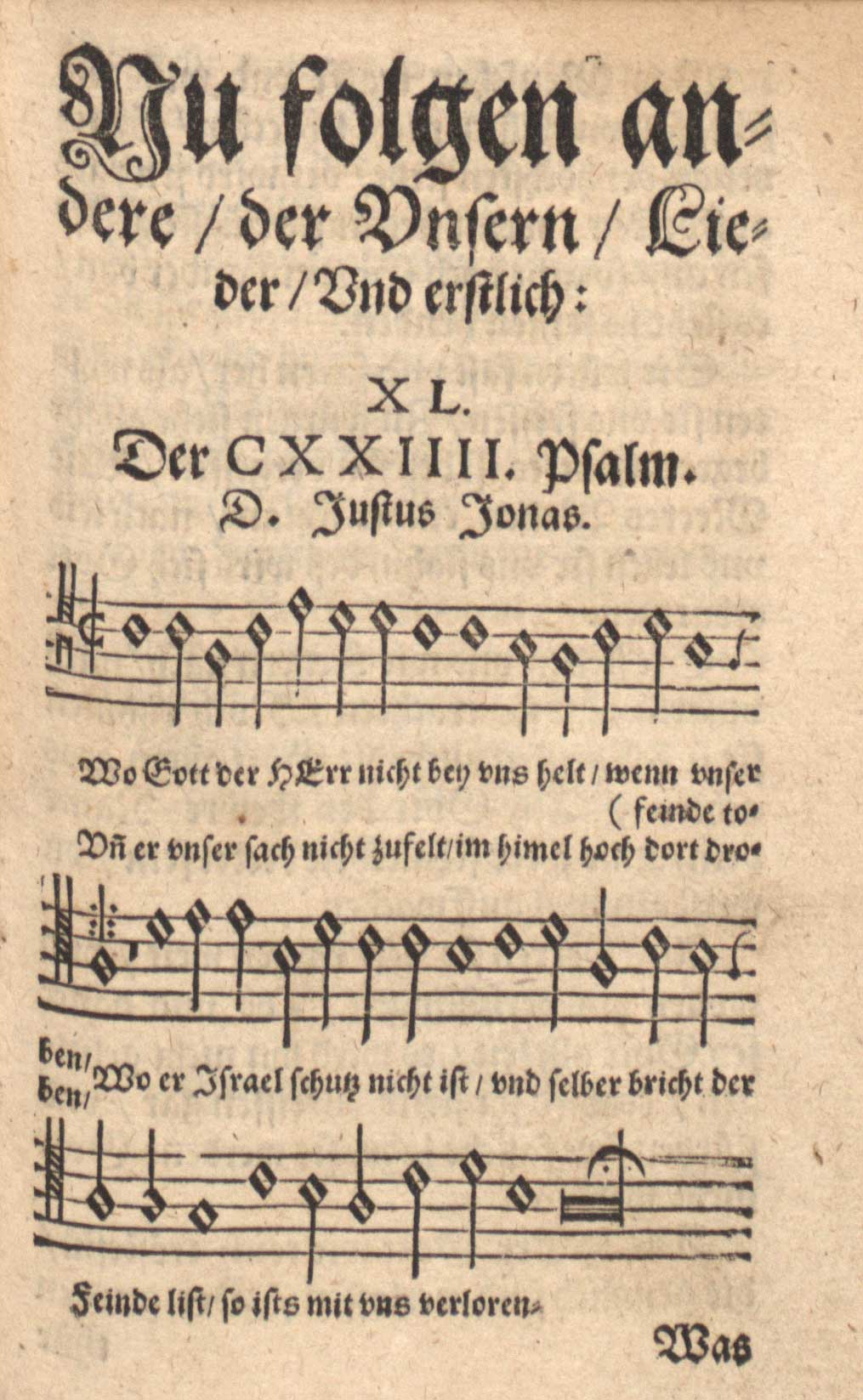
„Wo Gott der herr nicht bey uns helt“ aus „Geystliche Lieder“ Leipzig, 1563

1523 äußerte Luther den Wunsch nach deutschen Gemeindegesängen und wurde selbst mit dem 130. Psalm, den er in Liedform brachte, zum Erfinder des Psalmliedes. Damit wollte er Thomas Müntzer entgegentreten, der mit seiner Übersetzung altkirchliche Hymnen für den Gottesdienst nach gregorianischen Melodien mit deutsch übersetzten Psalmen arrangierte. Luthers Wunsch kam auch Jonas nach und bearbeitete 1524 den 124. Psalm „Wo Gott, der her nicht bei uns hält“, den er mit anderen Bibelstellen, vorrangig dem 12. Psalm verknüpfte. Das Lied fand mit fünf von acht Strophen Eingang in das Evangelische Kirchengesangbuch (EG 297) und gehört zum Kernbestand des evangelischen Kirchenlieds. Es liegt etwa Bachs Choralkantate Wo Gott der Herr nicht bei uns hält, BWV 178 (1724) zugrunde.
Vermutlich im Frühjahr 1545 ergänzte er das dreistrophige Lied Martin Luthers „Erhalt uns, Herr, bei deinem Wort“ um zwei Strophen.
Für Gebets- und Bußgottesdienste griff Jonas den 22. und 79. Psalm der Lutherübersetzung auf und verfasste am 9. Juli 1546 „Herr Jesu Christ, oh warer Gott“. Dieses Lied hatte 15 Strophen und war auf die Melodie „Vater unser im Himmelreich“ gedichtet.
Als Kurfürst Johann Friedrich und Herzog Philipp von Hessen 1546 in den Schmalkaldischen Krieg zogen, befasste sich Jonas mit der Auslegung des 20. Psalms und schuf das Lied „Der Herr erhör euch in der Not, der Sohn Gottes, Herr Zebaoth, auch wahrer Gott der heilig Geist, der aller Angst ein Tröster heißt, wirk in euch Gideonis Stärk, beweis an euch sein göttlich Werk“, wiederum als Kontrafaktur auf die Melodie „Vater unser im Himmelreich“.
Bis heute sind insgesamt nur sechs Lieder von Jonas bekannt, es gibt jedoch Hinweise auf weitere Dichtungen, so auf ein deutsches Kampflied gegen Bischof Michael Helding (1548). Im Jahr 1539 deutete Jonas dem Fürsten Joachim von Anhalt an, er habe den Hymnus des Prudentius „Deus ignee, fons animarum“ übersetzt.
Bemerkenswert sind Jonas’ Anweisungen für Dorfkirchen ohne Lateinschüler. Hier beschränkt er die Wochenendvesper auf Geläut, Gesang einiger Lieder und Gebet. Ähnlich knapp verläuft der dörfliche Sonntagsgottesdienst, wenn keine Abendmahlsgäste da sind: Gesang von ein oder zwei Liedern, Lesung des Evangeliums, Credo-Lied, Predigt, Lied, Kollekte, Segen. Mit dieser Ordnung nähert sich Jonas stark dem reformierten Gottesdienst. Die in Sachsen bewährte Liturgie führte Jonas auch in Halle ein.
In seiner Erfurter Humanistenzeit hatte Jonas auch weltliche Verse verfasst: 1509 elf Distichen auf Eobanus Hessus („Livor, ad exortam te protinus erige famam“) und 1510 vierzehn Distichen auf Ludwig Londergut („Dulcis Amor viridi matrem comitatus in Ida“).

## Name und Wappen

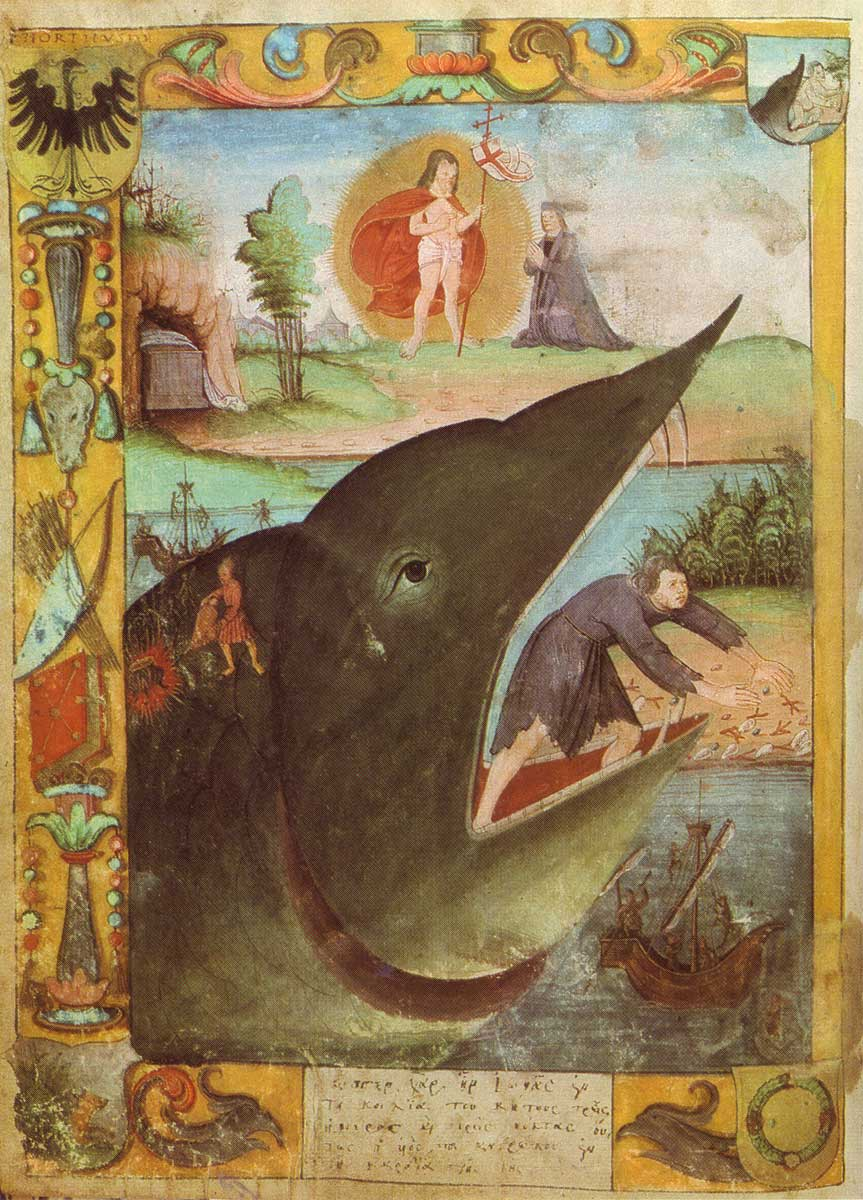
Wappen von Justus Jonas

Justus Jonas wurde auf den Namen „Jobst Koch“ getauft. Nach damals üblicher Gelehrtensitte latinisierte er seinen Vornamen in „Jodocus“. Im akademischen Umfeld wurde er „Jodocus de Northusen“ (Jodocus von Nordhausen) oder „Northusanus“ genannt. Später nahm er den Vornamen seines Vaters, des Ratsmeisters Jonas, als Nachnamen an. So schrieb er sich als „Jodocus Jonas de Northusen“ in die Erfurter Universitätsmatrikel ein. Später, wahrscheinlich angeregt durch sein Jurastudium, änderte er seinen Vornamen in Justus („der Gerechte“). Ursprünglicher und tatsächlich geführter Name erscheint in Formulierungen wie „Jodocus Koch, der sich nennet Justum Jonam“.
Die Matrikelbücher der Universität Erfurt überliefern eine farbige Abbildung des Wappens, das Justus Jonas führte. Es stellt die Szene des Alten Testaments dar, die Jona zeigt, als er dem Maul des großen Fisches entsteigt: „Jona war drei Tage und drei Nächte im Bauch des Fisches, und er betete zum Herrn. Da befahl der dem Fisch, Jona an Land zu speien“ (Jona 2,1.11 ).  Typologisch wird diese Szene auch im Neuen Testament in Mt 12,40  auf Jesu Vorhersage seiner Auferstehung gedeutet: „Gleichwie Jona drei Tage im Bauch des Meeresfisches war, also wird der Menschensohn drei Tage und drei Nächte mitten in der Erde sein.“ Diese religiöse Symbolik dürfte dem Theologen Jonas sehr präsent gewesen sein.

## Ikonographie

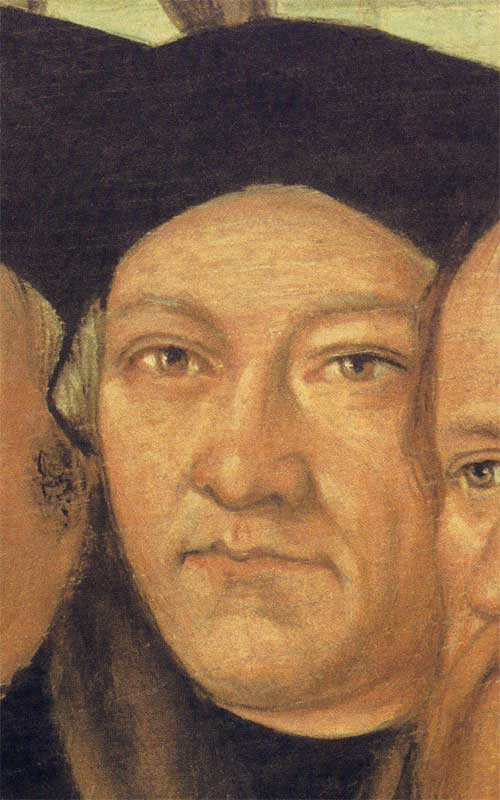
Detail aus dem Epitaph für Michael Meyenburg von Lucas Cranach d. J.

Bereits zu Lebzeiten ist Justus Jonas als Professor der Theologie in Wittenberg, während seiner Zeit in Halle und auch in seiner Coburger Zeit in Holzschnitten und Gemälden seiner Umwelt präsent gewesen. Spätere Kupferstiche und Lithographien bieten zwar deutlichere Darstellungen, bilden allerdings nicht das tatsächliche Aussehen des Reformators ab.
Eine wohl realistische Einzelabbildung findet sich im Cranachstammbuch (siehe oben) sowie auf einem Porträt auf einem Gemälde des Monogamisten A.R. von 1578, das Jonas als Prediger in Halle zeigt. Lucas Cranach der Jüngere malte Jonas auf dem Epitaph für seinen Freund Michael Meyenburg in Nordhausen ebenfalls sehr detailliert.
Das eigene Epitaph zeigt Jonas als vom Leben gezeichneten alten Mann, während die nach diesem Vorbild gegen Ende des 19. Jahrhunderts geschaffene Reformatorenstatue in der Wittenberger Schlosskirche diese Züge nicht mehr aufweist. Sie ist im pathetischen Duktus ihrer Zeit in einer glorifizierenden Verehrung für die Reformation geschaffen worden. Entsprechend stellt sie Jonas in einem heroischen Gesamtensemble der Schlosskirche dar.

## Porträtmedaille
- 1841 Zinnmedaille, 45 mm, Medailleur unbekannt. Vorderseite: Perlkreis, Umschrift: D. IUSTUS IONAS ERSTER VERKÜNDIGER DER REINEN LEHRE IN HALLE / unten: 1541. - Hüftbild mit Barett von vorn, in den Händen Buch mit Titel: Die / Heilige / Schrift // Rückseite: Perlkreis, neun Zeilen Text: ZUR / IUBELFEIER / DES / DREIHUNDERTIÄHRIGEN / FREIEN / EVANGELISCHEN / BEKENNTNISSES / IN HALLE / 1841.

## Würdigung
Jonas gehörte nicht zu den Reformatoren, die wirkmächtige theologische Schriften verfassten. Theologisch an Luther orientiert, vertrat er die Interessen der Wittenberger Reformatoren auf kirchenrechtlicher und verwaltungsmäßiger Ebene. Durch seine juristischen Kenntnisse und auch durch seine praktischen Erfahrungen bei der Gestaltung der Reformation war ein besonders fähiger Verhandlungsführer. Gefragt war auch seine Tätigkeit als Übersetzer, durch die er die Schriften der großen Reformatoren einem breiten Publikum zugänglich machte.
Im Gedächtnis bewahrte man ihn als Mann an Luthers Seite, als vielfältig engagierten und durchaus erfolgreichen Praktiker, als Übersetzer von Schriften der Reformatoren sowie als Reformator von Halle. Ohne Zweifel gehört er ins zweite Glied der Reformatoren. Als Wittenberger Reformator steht er so neben Johannes Bugenhagen, Casper Cruciger dem Älteren und anderen. Durch sein Wirken hat er jedoch einen unbestrittenen Platz in der Geschichte der lutherischen Reformation erworben. Während die ältere Literatur Jonas als dritten bedeutenden Reformator nach Luther und Melanchthon und „Vater der lutherischen Orthodoxie“ (Walter Delius) würdigte, sprach Hans-Günter Leder in seinem Beitrag für die Theologische Realenzyklopädie Jonas sowohl theologische Originalität als auch eine größere Wirkung seines Werkes ab.

## Werke

### Eigene Schriften
- Praefatio in Epistolas divi Pauli Apostoli ad Corynthios, Erfurt 1520 (online)
- Adversus Ioannem Fabrum Constantiensem Vicarium, scortationis patronum, pro coniugio sacerdotali […] defensio, Straßburg 1523 (online)
- Annotationes […] in Acta Apostolorum, Augsburg 1524 (online),  deutsch Augsburg 1525 (online)
- Vom alten und newen Gott, glawben und lere, Wittenberg 1526 (online)
- Das siebend capitel Danielis von des Türcken Gotteslesterung und schrecklicher Morderey, Wittenberg 1529 (online)
- Contra Tres Pagellas Agri. Phagi Georgii VVitzel […] Responsio, Wittenberg 1532 (online)
- Wilch die rechte Kirche, Und dagegen wilch die falsche Kirch ist, Christlich antwort und trœstliche unterricht, Widder das Pharisaisch gewesch Georgii Witzels, Wittenberg 1534 (online)
- Ludus Sylvani Hessi in defectionem Georgii Vuicelii ad Papistas, Wittenberg 1534.
- Oratio […] de studiis theologicis, Wittenberg 1539  (online)
- Kirchenordnung zum anfang für die Pfarher in Hertzog Heinrichs zu Sachsen […] Fürstenthumb, Dresden 1539 (online)
- Gebet und Dancksagung, Bey Abschaffung der, ehemals am Tage Corporis Christi gehaltenen Abgöttischen Päbstlichen Procession,  Halle 1661.
- Christlicher und kurtzer unterricht, von vergebung der Sünde und Seligkeit, Wittenberg 1542 (online)
- Ein Sermon von der Historien Judae Jscharioth, und des Judas Kusse, Wie es der Welt kunst und des Teuffels list ist, Halle 1543.
- Der neunundsiebzigste Psalm zu diesen gefährlichen Zeiten allen Christen zu Trost, s. l. 1646.
- Zwo Tröstliche Predigt Uber der Leich Doct. Martini Luther zu Eissleben den XIX. und XX. Februarii gethan  (mit Michael Caelius), Wittenberg 1546 (online)
- Doctor Martin Luthers Christlicher abschid vnd sterben, Nürnberg 1546 (online)
- Eyn fast tröstliche Predigt, und auslegung der Historien, von den wunderbaren XL. tagen, Regensburg 1555 (online)

### Übersetzungen Latein-Deutsch
- Martin Luther:

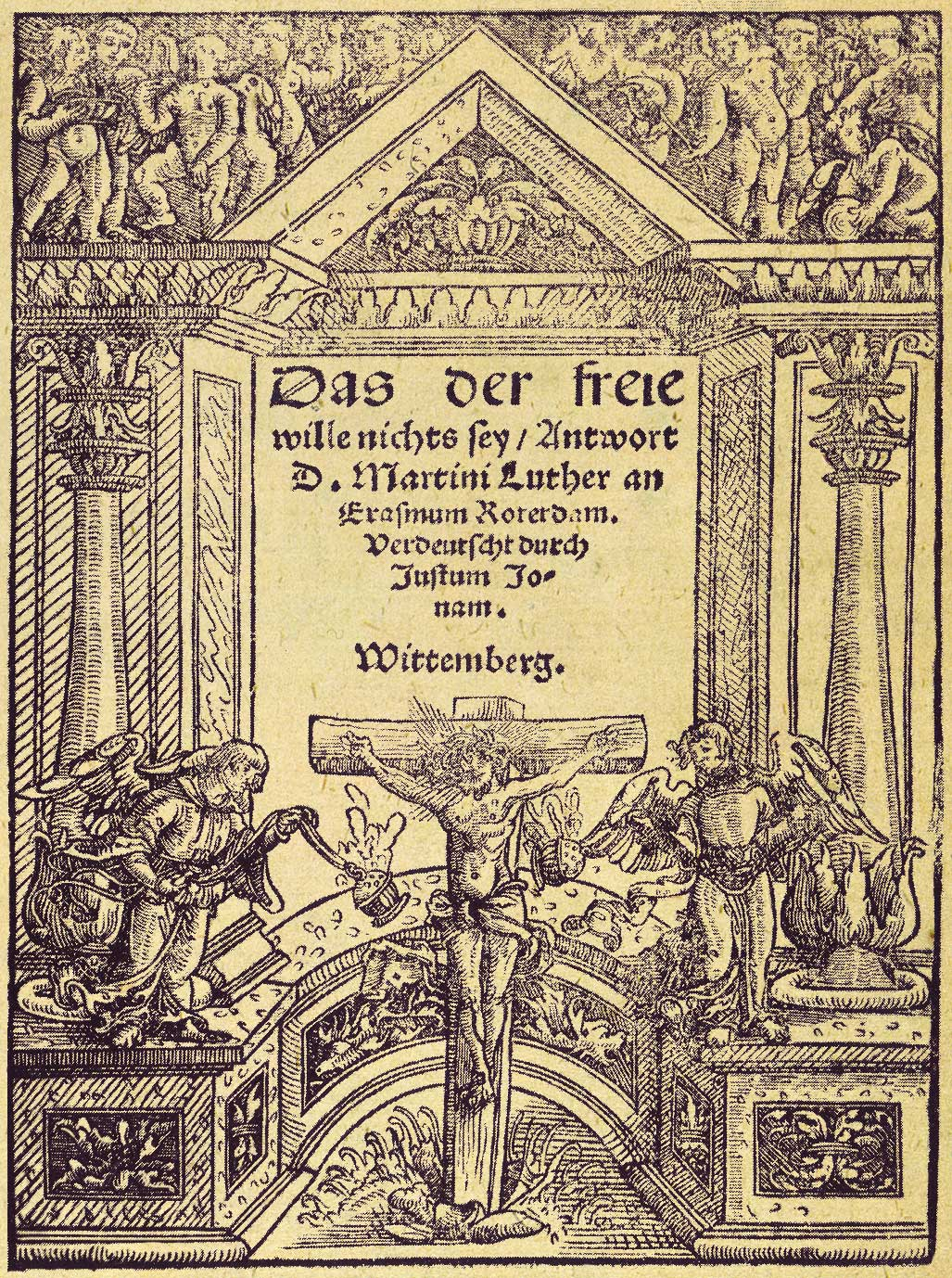
Titelblatt der Lutherübersetzung Das der freie Wille nichts sey 1526

  - Von denn geystlichen und kloster gelubden Martini Luthers urteyll, Wittenberg 1520.
  - Das der freie Wille nichts sey, Wittenberg 1526  (online)
  - Auslegung […] vber das Lied Mose am Zwey vnd Dreissigsten Cap. Deutero. Wittenberg 1532 (online)
  - Ecclesiastes odder prediger Salomo, Wittenberg 1533 (online)
  - Propositiones … vom Ablas, zuerst Jena 1555 (online nach dem Druck Jena 1567)
- Philipp Melanchthon:
  - Vnderricht […] wider die Lere der Widerteuffer, Wittenberg 1528 (online)
  - Epistel S. Pauli zun Colossern, Wittenberg 1529  (online)
  - Apologia der Confessio Augustana, Wittenberg 1535 (online)
  - Loci Communes, das ist, die furnemesten Artikel Christlicher lere, Wittenberg 1536 (online)
  - Epistel an den Landtgraven zu Hessen, Nürnberg 1540 (online)
  - Von der Kirchen, vnd alten Kirchenlerern, Wittenberg 1540 (online)
  - Widder den vnreinen Bapsts Celibat, vnd verbot der Priesterehe, Wittenberg 1541 (online)
  - Lazari Klage fur des Reichen thür, Wittenberg 1541 (reader.digitale-sammlungen.de)
  - Von rechter vergleichung und friedshandlung, in der Religion sachen, Wittenberg 1541 (online)
  - Verantwortung auff der Cölnischen unter Clerisey Schrifft, widder Ern Martin Bützern aus gangen, Wittenberg 1543  (online)
  - Der Prophet Daniel, Wittenberg 1546 (online)
  - Ursachen, warumb die Kirchen, welche reine Christliche lehr bekennen, die selbige lehr angenomen, und dabey ewiglich zu bleiben sich schuldig achten, Wittenberg 1546 (online)
  - Welchs die Einig Recht Kirche Christi sey, wo sie gewiß zu finden, welchs die falsch Kirch sey, Regensburg 1553  (online)
- Paolo Giovio:
  - Ursprung des Türkischen Reichs bis auf den jetzigen Solyman, s. l. 1538.
- Heinrich VIII.:
  - Schrifft an Keiserliche Maiestat an alle andere Christliche Koenige und Potentaten, Wittenberg 1539 (online)
- Niederösterreichische Stände:
  - Ein kleglich ansuchen des ausschus der v. Nider Osterreichischen lande belangend die grosse jtzige fahr des Tuercken halben, Wittenberg 1539 (online)
- Veit Dietrich:
  - Vorrede inn die gantz Bibel, wie die ware Kirche Gottes auff Erden jren anfang gehabt, Erfurt 1548 (online)

### Übersetzungen Deutsch-Latein
- Martin Luther:
  - Praefatio methodica totius scripturae in epistolam Pauli ad Romanos, Straßburg 1523 (online)
  - Libellus […], Christum Ieum, verum Iudaeum et semen esse Abrahae, Augsburg 1524 (online)
  - Libellus […] de Sacramento Eucharistiae, ad Valdenses fratres, Wittenberg 1526 (online)
  - In Psalm. LXXXII. de Magistratibus, Wittenberg 1531.
  - De missa privata et unctione sacerdotum libellus, Wittenberg 1534, 1557 (online)
  - Liber Iesu Syrach, Wittenberg 1538 (online)
  - Epistola contra Sabbatarios, Wittenberg 1539 (online)
  - De Judaeis et eorum mendaciis, Frankfurt 1544
  - Enarrationes […] in Ionam prophetam, Wittenberg 1552 (online)
- Andreas Osiander:
  - Catechismus pro pueris et iuventute in ecclesiis et ditione Illustriss. Principum Marchionum Brandeborgensium, Wittenberg 1543 (online)

## Gedenktag
9. Oktober im Evangelischen Namenkalender.